# Meu pai Oxalá
Meu pai Oxalá (in portoghese: Mio padre Oxalá) è una canzone composta da Vinícius de Moraes e Toquinho, fu incisa per la prima volta dagli stessi autori nel 1973. 
Questa composizione musicale è fortemente influenzata dai ritmi Afro-Brasiliani della musica delle cerimonie rituali del Candomblé.

## Storia e significato
Nel 1970 in Uruguay Vinicius si era sposato con l'attrice Gesse Gessy,  quest'ultima lo ha fatto immergere profondamente nell'universo del candomblé, come è possibile osservare in questa composizione 
La canzone recupera i valori africani sia nella narrativa, che risale alle leggende e/o al carattere mitologico della religione di origine africana, in quanto introduce negli strumenti di canto caratteristici di quella cultura. Non che questa fosse una novità, dal momento che Vinícius aveva già sperimentato, con Baden Powell nell'album del 1966 Os Afro-sambas. La differenza è che negli anni '60, quelle composizioni erano state realizzate come in un rapporto di flirt mentre, negli anni '70, il rapporto con il candomblé e i suoi misteri è quello di un ricercatore. In questa fase il contenuto religioso delle canzoni deriva da un sincretismo, dal momento che il poeta sta mettendo in discussione i valori mistici della sua formazione religiosa iniziale e sta incorporando altri valori, altre credenze come il candomblé, che ha interiorizzato e che sono parte della sua sensibilità di poeta.